# بيغ فراتي
بيغ فراتي (10 نوفمبر 1986 ببريشتينا في كوسوفو - ) هو لاعب كرة قدم سابق سويسري في مركز قلب الدفاع. شارك مع منتخب سويسرا تحت 20 سنة لكرة القدم ومنتخب سويسرا تحت 21 سنة لكرة القدم ومنتخب سويسرا لكرة القدم. أما مع النوادي، فقد لعب مع نادي بازل ونادي بيل-بيين ونادي سيون ونادي فرايبورغ ونادي فينترتور وFC Concordia Basel ‏.

## روابط خارجية
- بيغ فراتي على موقع قاعدة بيانات كرة القدم.إي يو (الإنجليزية)
- بيغ فراتي على موقع بيانات كرة القدم. دي إي (الألمانية)
- بيغ فراتي على موقع ناشيونال فوتبول تيمز (الإنجليزية)
- بيغ فراتي على موقع Soccerway.com (الإنجليزية)
- بيغ فراتي على موقع عالم كرة القدم.نت (الإنجليزية)
- بيغ فراتي على موقع AS.com (الإسبانية)